# بوولیکادا
بوولیکادا (انگلیسی: Boowelikada) یک منطقهٔ مسکونی در سری‌لانکا است که در استان مرکزی (سری‌لانکا) واقع شده‌است.